# Gabriele de' Gabrielli
Gabriele de Fano o Gabriele de' Gabrielli (Fano, 1445 - Roma, 5 de noviembre de 1511) fue un eclesiástico italiano, obispo y cardenal. 

## Biografía
Hijo de Andrea (o Ludovico) Gabrielli y de Diana Lili, de la nobleza de Fano, y doctorado in utroque iure, tras ordenarse sacerdote marchó a Roma para empezar su carrera curial.
En el pontificado de Alejandro VI fue abreviador y protonotario apostólico, y ejerció en la Santa Sede como administrador de los intereses del cardenal Giuliano della Rovere, que se encontraba exiliado en Francia por sus desavenencias con el papa.
Cuando Della Rovere fue elegido papa en 1503, Gabrielli ascendió rápidamente bajo su protección.  En 1504  fue nombrado obispo de Urbino, y abad comendatario de S. Salvatore de Perugia, Monte Scalari en Fiesole y S. Leonardo en Fermo, y en el consistorio del 1 de diciembre de 1505 fue creado cardenal del título de Santa Ágata, que dos años después cambió por el de Santa Práxedes.
En agosto de 1506 participó en la expedición dirigida por Julio II contra Perugia, donde gobernaba Gian Paolo Baglioni, y contra Bolonia, que se encontraba bajo la signoria de Giovanni II Bentivoglio, y en noviembre del mismo año fue nombrado legado en Umbría.  Dos años después debió dejar la legación por problemas de salud y regresó a Roma.
Muerto en 1511 a los sesenta y seis años de edad, fue sepultado en la Basílica de Santa Práxedes de la que era titular.